# Hilbertovský kalkulus
Hilbertovský kalkulus (také hilbertovský klasický kalkulus) je jeden z logických kalkulů, kterými se zabývá logika. Jde o kalkulus jednoznačně nejpoužívanější; je v něm formalizována celá matematika. Nazván byl po německém matematikovi Davidu Hilbertovi, který podobný kalkulus poprvé zavedl. Jiným typem logického kalkulu je například gentzenovský kalkulus.

## Definice
Hilbertovský kalkulus je možné rozlišit na verze pro výrokovou a predikátovou logiku.

### Výrokové axiomy
Výrokový hilbertovský kalkulus je tvořen následujícími výrokovými axiomy a odvozovacím pravidlem modus ponens (viz dále). Tato soustava axiomů se také souhrnně nazývá axiomy výrokové logiky; tedy za axiomy výrokové logiky jsou (není-li řečeno jinak) považovány axiomy výrokového hilbertovského kalkulu. Výrokové axiomy jsou následující:
- {\displaystyle \varphi \implies (\psi \implies \varphi )}
- {\displaystyle (\varphi \implies (\psi \implies \chi ))\implies ((\varphi \implies \psi )\implies (\varphi \implies \chi ))}
- {\displaystyle (\lnot \varphi \implies \lnot \psi )\implies (\psi \implies \varphi )}

Kde {\displaystyle \varphi }, {\displaystyle \psi } a {\displaystyle \chi } jsou libovolné formule jazyka L.

### Axiomy pro predikátovou logiku
Predikátový hilbertovský kalkulus obsahuje všechny výrokové axiomy, dvě odvozovací pravidla – modus ponens a generalizace (viz dále) a také následující predikátové axiomy. Systém těchto axiomů se podobně jako u výrokové verze nazývá souhrnně axiomy predikátové logiky (prvního řádu).
Predikátové axiomy hilbertovského kalkulu jsou:
- Axiom substituce: {\displaystyle (\forall x)(\varphi (x,y_{1},...,y_{n}))\implies \varphi (x/t,y_{1},...,y_{n})}, je-li term t substituovatelný za x do {\displaystyle \varphi }.
- Axiom {\displaystyle \forall }-distribuce: {\displaystyle ((\forall x)(\varphi \implies \psi ))\implies (\varphi \implies (\forall x)\psi )}, není-li proměnná x volná ve {\displaystyle \varphi }.

V případě predikátové logiky prvního řádu s rovností se k axiomům predikátové logiky prvního řádu přidávají ještě axiomy pro rovnost.

### Axiomy rovnosti
- {\displaystyle (\forall x)(x=x)}
- {\displaystyle (x_{1}=y_{1}\land ...\land x_{n}=y_{n})\implies (R(x_{1},...,x_{n})\implies R(y_{1},...,y_{n}))}, kde R je libovolný relační symbol jazyka L.
- {\displaystyle (x_{1}=y_{1}\land ...\land x_{n}=y_{n})\implies (F(x_{1},...,x_{n})=F(y_{1},...,y_{n}))}, kde F je libovolný funkční symbol jazyka L.

### Odvozovací pravidla
Velkou roli v axiomatizaci logiky hrají takzvaná odvozovací pravidla, která nejsou žádným druhem axiomů, ale pro svůj blízký vztah k nim se mezi ně někdy zařazují. Odvozovací pravidla jsou dvě, jedno pro výrokovou i predikátovou logiku (Modus Ponens), druhé jen pro predikátovou logiku.
- Pravidlo modus ponens: Z {\displaystyle \varphi ,\varphi \implies \psi } odvoď {\displaystyle \,\psi };
- Pravidlo generalizace: Z {\displaystyle \varphi } odvoď {\displaystyle (\forall x)\varphi }.

## Důkaz v hilbertovském kalkulu
Za důkaz nějakého tvrzení {\displaystyle \,\varphi } v jazyce L v teorii T ve výrokové resp. predikátové logice je pak považována libovolná posloupnost formulí jazyka L, jejímž je {\displaystyle \,\varphi } členem a splňující, že pro každý její člen C platí alespoň jedna z následujících podmínek:
- C je logický axiom (případně axiom rovnosti)
- C je vlastní axiom teorie T
- C je odvozen z předchozích členů resp. předchozího členu posloupnosti podle pravidla Modus Ponens resp. pravidla generalizace.